# Begraafplaats van Meteren
De Begraafplaats van Meteren is een gemeentelijke begraafplaats in de gemeente Meteren in het Franse Noorderdepartement. De begraafplaats ligt aan de noordelijke dorpsrand langs de weg naar de Katsberg.
Tot de Eerste Wereldoorlog werden in Meteren begraven op het kerkhof rond de parochiekerk, maar tijdens de oorlog werd heel het dorp verwoest. Na de oorlog werd aan de noordelijke dorpsrand een militaire begraafplaats aangelegd, Meteren Military Cemetery, en men besloot ook de gemeentelijke begraafplaats naar daar te verplaatsen.
Helemaal in het noorden van de gemeente tegen de grens met Berten ligt op de Katsberg de begraafplaats van de Katsberg waar ook Britse gesneuvelden liggen.

## Geschiedenis
Op de begraafplaats bevinden enkele Britse oorlogsgraven uit de Tweede Wereldoorlog. Er liggen 6 graven, waarvan er 2 zijn geïdentificeerd. De graven liggen op de gemeentelijke begraafplaats zelf, niet op de aangrenzende Britse militaire begraafplaats uit de Eerste Wereldoorlog. De graven worden onderhouden door de Commonwealth War Graves Commission. In de CWGC-registers is de begraafplaats opgenomen als Meteren Communal Cemetery.